# گوجه‌فرنگی آلویی

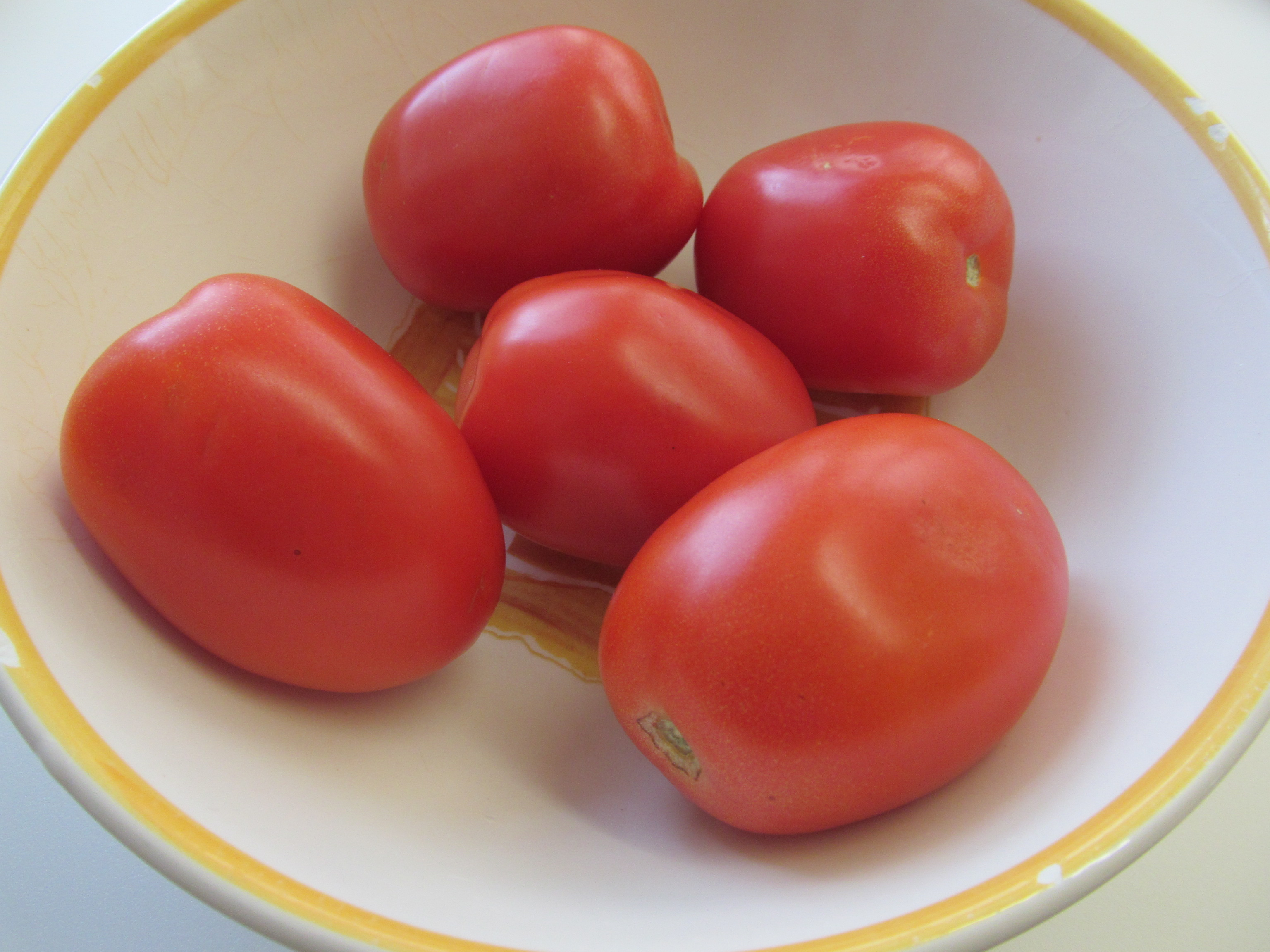
گوجه‌فرنگی آلویی

گوجه‌فرنگی آلویی (به انگلیسی: Plum tomato)، نوعی گوجه‌فرنگی است که با هدف بسته‌بندی و تبدیل به سس کشت داده می‌شود. شکل آن‌ها بیشتر بیضی یا استوانه‌ای است و نسبت به گوجه‌فرنگی‌های گرد استاندارد حفرهٔ خیلی کمتری دارند. سفتی بیشتر این گوجه‌فرنگی‌ها آن‌ها را برای تهیه سس مناسب‌تر می‌سازد. این گوجه‌فرنگی‌ها گاهی مورد توجه آشپزهایی قرار می‌گیرد که در فصلی به جز فصل رویش گوجه‌فرنگی از آن استفاده می‌کنند. چون آن‌ها بیشتر از دیگر گوجه‌فرنگی‌های موجود در سوپر مارکتها در حالتی نزدیک به رسیدن در دسترس هستند.
گوجه‌فرنگی‌های آلویی کوچک که از نظر اندازه شبیه گوجه‌فرنگی‌های گیلاسی هستند با نام گوجه‌فرنگی انگوری شناخته می‌شوند.